# Lindenau (Haute-Lusace)
Pour les articles homonymes, voir Lindenau.
Lindenau est une commune allemande de l'arrondissement de Haute-Forêt-de-Spree-Lusace, Land de Brandebourg.

## Géographie
Lindenau se situe à l'extrême nord-ouest de la Haute-Lusace, à la frontière orientale du Schraden. À l'ouest coule le Pulsnitz.
| Schraden    | Tettau   | Frauendorf |
| Großkmehlen | Lindenau |            |
|             |          | Ortrand    |

## Histoire
Lindenau est probablement créé vers 1200. À cette époque, la zone située entre l'Elster Noire et le Pulsnitz est drainée et le village de Lindenau est fondé. Lindenau est mentionné pour la première fois en 1346.
Le 19 mai 1974, Frauendorf et Lindenau sont incorporés à Tettau. Lindenau se sépare le 6 mai 1990 de Tettau et devient une municipalité indépendante. Le 6 décembre 1993 a lieu la séparation de Frauendorf.

## Personnalités liées à la commune
- Walter Besig (1869–1950), peintre

## Source, notes et références
- (de) Cet article est partiellement ou en totalité issu de l’article de Wikipédia en allemand intitulé « Lindenau (Oberlausitz) » (voir la liste des auteurs).